# Hemidactylus dawudazraqi
Hemidactylus dawudazraqi là một loài thằn lằn trong họ Gekkonidae. Loài này được Moravec, Kratochvíl, Amr, Jandzik, Šmíd & Gvoždík mô tả khoa học đầu tiên năm 2011.